# Musée Pierre Marly
Musée Pierre Marly (Muzeum Pierra Marlyho) nebo Musée des Lunettes et Lorgnettes Pierre Marly (Muzeum brýlí a lorňonů Pierra Marlyho) bylo soukromé muzeum v Paříži. Nacházelo se v 1. obvodu v ulici Rue Saint-Honoré. Muzeum brýlí bylo přesunuto z Paříže do města Morez v departementu Jura.

## Historie
Muzeum založil francouzský optik Pierre Marly. Sbírku koupila v roce 2000 společnost Essilor a muzeum přesunula v roce 2002 do města Morez, kde bylo v následujícím roce otevřeno Musée de la lunette.

## Sbírky
Muzeum vlastní téměř 3000 předmětů, od brýlí ze 13. století přes dřevěné sluneční brýle Eskymáků až po lorňony, brýle, dalekohledy a triedry všech tvarů a velikostí. K nejzajímavějším exponátům patří brýle vyrobené pro kočky a psy, kontaktní čočky Marie Callas, brýle princezny Viktorie Francouzské (dcery Ludvíka XV.), dalajlámy, Marlene Dietrichové, Sammyho Davise Jr., Eltona Johna nebo Sarah Bernhardt.